# Anna Maria Dorotea av Mecklenburg-Schwerin
Anna Maria Dorotea av Mecklenburg-Schwerin, född 1627, död 1669. Dotter till Adolf Fredrik I av Mecklenburg och Anna Maria av Ostfriesland. Gift 1647 med hertig August av Sachsen-Weissenfels (1614-1680).
Barn:
1. Magdalena Sibylla, Prinsessa av Sachsen-Weissenfels